# Левороссошанское сельское поселение
Левороссошанское сельское поселение — муниципальное образование в Каширском районе Воронежской области.
Административный центр — село Левая Россошь.

## Административное деление
В состав поселения входит один населённый пункт — село Левая Россошь.